# Parco Dragoni
Il parco di Via Dragoni a Forlì è un'area verde attrezzata situata nel quartiere Quartiere "Musicisti e Grandi Italiani".
L'area è attrezzata con un percorso per biciclette, affiancato da un percorso vita con numerosi attrezzi per gli esercizi. Sono, inoltre, presenti un'arena per le rappresentazioni all'aperto, una pattinodromo, uno skatepark, un campo da volley, intitolato alla memoria di Vigor Bovolenta (pallavolista), uno da basket, intitolato alla memoria di Matteo Margheritini (giovane cestista locale) e uno da calcio, un'area di sgambatura per cani, un ampio spazio bimbi attrezzato anche con giochi per bambini disabili e il Centro di Aggregazione Giovanile "Officina52" che promuove progetti per i giovani del territorio.
Il parco è frequentato da podisti locali, il giro completo è di 1,2 km.
Nel 2014 è stata aperta Piada52, un chiosco/bar che propone percorsi per fare lavorare giovani e ragazzi e inserirli nel mondo del lavoro, investendo anche utili sul parco.
Il parco è anche un luogo particolarmente apprezzato dai giovani della città per le tante attività di carattere giovanile, musicale e artistico che vi vengono svolte e dai writers e street artist che hanno decorato molte delle pareti e degli spot presenti: i più attivi sono NoName, Pigeon, Verbal&Verbal e Sardomuto, quest'ultimo autore del grande merlo che si contende con un'oca gli anelli che decora l'immensa parete della casa della Circoscrizione.